# Vena iliaca comune
Le vene iliache comuni, di destra e di sinistra, sono i due vasi dalla cui convergenza origina la vena cava inferiore, nella regione pelvica. Originano entrambe dalla confluenza della vena iliaca esterna con la vena iliaca interna omolaterale, davanti all'articolazione sacroiliaca corrispondente. Non hanno tributarie consistenti, le più rilevanti sono la vena ileolombare, implicata in una serie di anastomosi nella regione dell'anca, e occasionalmente le vene sacrali laterali. L'origine della vena cava inferiore dalla loro convergenza è situata a destra del corpo vertebrale di L5.
Assumono rilevanza clinica nella sindrome di May-Thurner, in cui una vena iliaca comune è compressa dalla corrispettiva arteria che le sta davanti: oltre a creare fastidio e formicolii all'arto inferiore, è un importante fattore di rischio nella formazione di trombi.

## Percorsi e rapporti
Pur essendo la vena iliaca comune un vaso pari, i due segmenti controlaterali non presentano affatto una netta simmetria, presentando notevoli differenze nel percorso e nei rapporti:
- La vena iliaca comune destra è ben più corta, in virtù della posizione a destra della colonna vertebrale lombare della vena cava inferiore a cui punta, inoltre ha un decorso obliquo più verticale, sempre per lo stesso motivo. L'arteria iliaca comune di destra la copre anteriormente. Il suo margine anteriore segue il percorso della radice del mesentere, più in avanti, per cui nelle dissezioni è nascosta dalle anse ileali (intestino tenue). Il nervo otturatorio destro le passa posteriormente.
- La vena iliaca comune sinistra è più lunga e orizzontale nel risalire, dovendo incrociare la colonna vertebrale (corpo di L5, passandoci davanti) e l'arteria iliaca comune destra (passandoci dietro) per raggiungere la vena cava inferiore. Rispetto all'arteria corrispondente si trova più inferiormente che posteriormente. La sua superficie anteriore è attraversata dalla radice del mesocolon ileopelvico o sigmoideo, dunque è coperta dal colon iliaco (intestino crasso). Sempre davanti le passano i vasi emorroidari superiori (arteria e vena).

Le due vene hanno in comune la posizione retroperitoneale e il livello di origine, nonché le radici e le tributarie, tranne in casi di evidente variazione anatomica. Entrambe, inoltre, si rapportano con linfonodi iliaci.

## Radici e tributarie
- L'origine di tutte e due le vene iliache comuni è la confluenza delle omolaterali vene iliaca esterna e iliaca interna.
- La vena ileolombare è comunemente l'unico vaso di un calibro notevole a sboccare nel tronco della vena iliaca comune. Drena il muscolo ileopsoas e parte del plesso venoso vertebrale attraverso il foro intervertebrale di L5. Comunica con le vene lombari, quindi può portare sangue alla vena lombare ascendente e quindi alla vena azygos, secondo una via alternativa alla vena cava inferiore.
- Spesso la vena iliaca comune di sinistra accoglie anche la vena sacrale media, talvolta le due sacrali laterali terminano nelle iliache comuni e non nelle interne.